# Coniothyrium pteridis
Coniothyrium pteridis är en svampart som beskrevs av A.L. Sm. 1916. Coniothyrium pteridis ingår i släktet Coniothyrium,  och familjen Leptosphaeriaceae.   Inga underarter finns listade.